# Letizia Fusarini
Letizia Fusarini (Fano, 1826 – Livorno, 1897) è stata un'attrice teatrale italiana.
Attrice della compagnia di Giuseppe Moncalvo, fu grande interprete di Pia de'Tolomei di Carlo Marenco.